# Сол (бира)
 Тази статия е за мексиканската марка бира.  За подправката готварска сол вижте Натриев хлорид.  
Сол (на испански: Sol) е марка мексиканска бира в стил лагер, която се произвежда от мексиканската пивоварна „Сервесерия Куатемок Моктесума“ (Cervecería Cuauhtémoc Moctezuma), собственост на „Хайнекен“.
Производството на бирата „Сол“ започва през 1899 г. от пивоварната „Ел Салто дел Агуа“ в Мексико Сити, като първоначално е наречена „Ел Сол“. Бирата е наречена на лъч слънчева светлина, отразяваща се от повърхността на капка течност. През 1912 г. пивоварната е придобита от „Куатемок Моктесума“. Сол е свежа бира, с малцов вкус и пикантна хмелна горчивина, с нотки на цитрусови плодове и ванилия.
„Сол“ се произвежда в няколко разновидности, вкл. светла и тъмна, предлагани в кенове и стъклени бутилки в различни размери. Асортиментът с търговската марка „Сол“ включва:
- Sol Clara
- Sol Brava
- Sol Light
- Sol Cero
- Sol Limón y Sal
- Sol Cero Limón y Sal